# リエパーヤ国際空港
リエパーヤ国際空港とは、ラトビア西部に位置するリエパーヤにある国際空港。リガ国際空港、ヴェンツピルス国際空港と共に、ラトビアの3つの国際空港の内の一つである。

## 概要
リエパーヤ国際空港はリエパーヤの東5 kmの位置にある。また、ラトビアの首都であるリガからは210 km、隣国リトアニアとの国境からは60 km離れている。空港の敷地面積は2.2 km2あり、全域がリエパーヤ経済特区に指定されている。
2005年9月にリエパーヤ国際空港、リガ国際空港間の運行が季節便として14年ぶりに再開した。2007年からはリガへの季節便が定期的に運用されるようになり、コペンハーゲンおよびハンブルク空港への新しいルートが開かれた。リエパーヤからの定期便を運航している航空会社は、エア・バルティックのみであり、このルートではフォッカー 50およびダニッシュ・エアトランスポートの ATR42-300 が使われている。
冷戦初期の間、飛行場はソ連防空軍の基地として使用されており、1950年4月8日にはアメリカ空軍のPB4Y-2プライバティア(BuNo 59645)を撃墜している。

## アクセス
- バス
  - バス路線2番がリエパーヤ国際空港とリエパーヤの中心街との間を運行している[4]。